# آرامگاه لنین
|                                              |  |  |
| آرامگاه لنین در نزدیکی کاخ کرملین قرار دارد. |  |  |

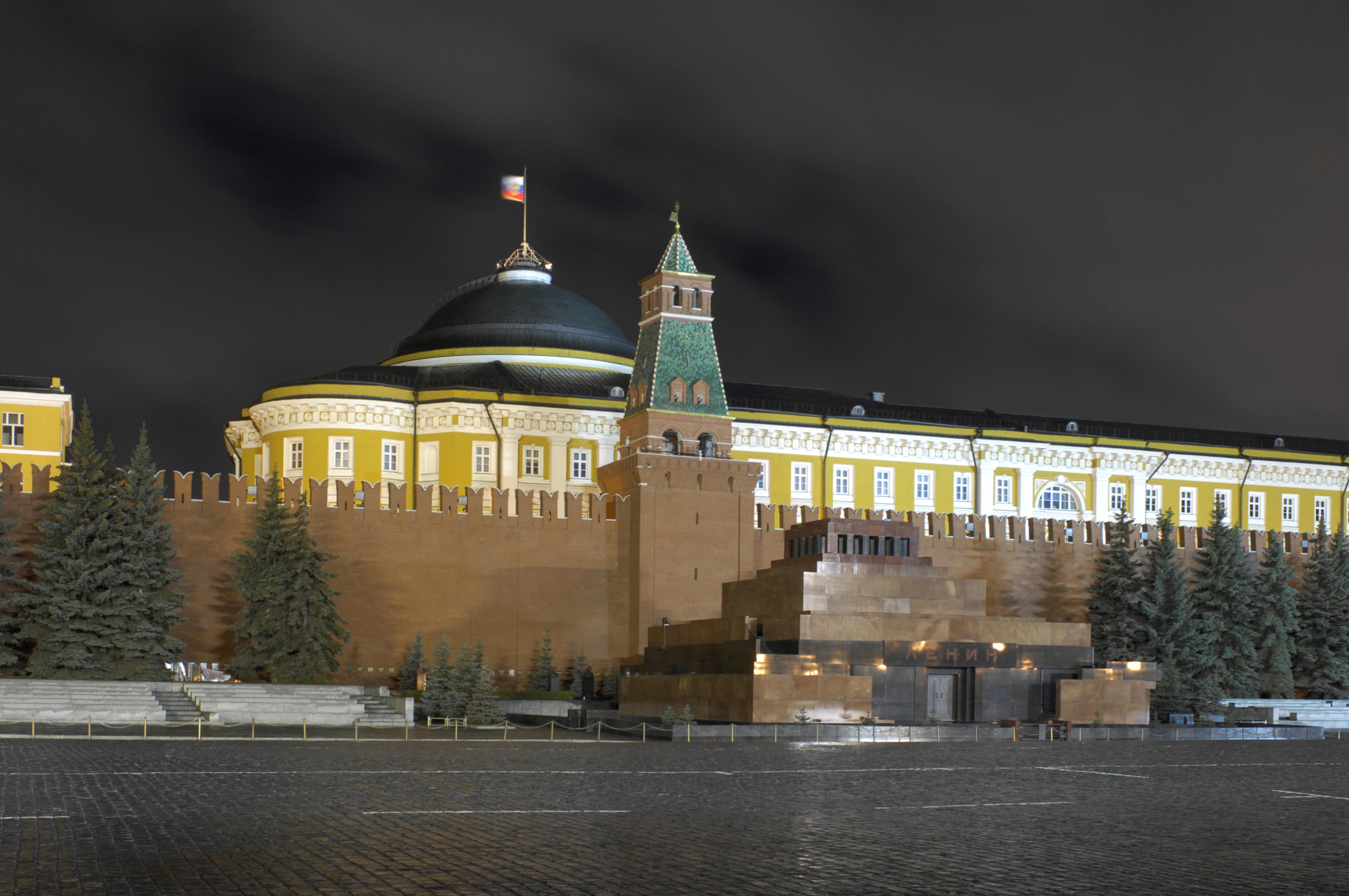
ارامگاه لنین در شب ۲۰۰۷

آرامگاه لنین (روسی: Мавзоле́й Ле́нина، آوانگاری ماوزولئی لنینا؛ IPA: [məvzɐˈlʲej ˈlʲenʲɪnə]) که در میدان سرخ واقع در مرکز شهر مسکو قرار دارد؛ آرامگاه اولین رهبر اتحاد جماهیر شوروی سوسیالیستی، ولادیمیر لنین، است. جسد او از سال ۱۹۲۴ در این مکان به صورت مومیایی شده نگهداری می‌شود.
جسد لنین را پس از مرگ مومیائی کرده در زیر بقعه موسوم به قبر سرخ در خارج کاخ کرملین گذاشتند و همه روزه زیارتگاه مورد احترام هزاران نفر از معتقدان و پیروان وی می‌گشت.  این آرامگاه هنوز هم تحت تدابیر امنیتی قرار دارد، هرچند گارد حفاظتی به صورت نامشخص از این مکان محافظت می‌نماید. مباحثات زیادی در رابطه با آینده جسد لنین در جریان است. 
در سال ۲۰۱۷ منابع روسی اعلام کردند که نگهداری از جسد ولادیمیر لنین و مقبره او سالیانه دویست هزار دلار هزینه دارد.

## بازدید از آرامگاه

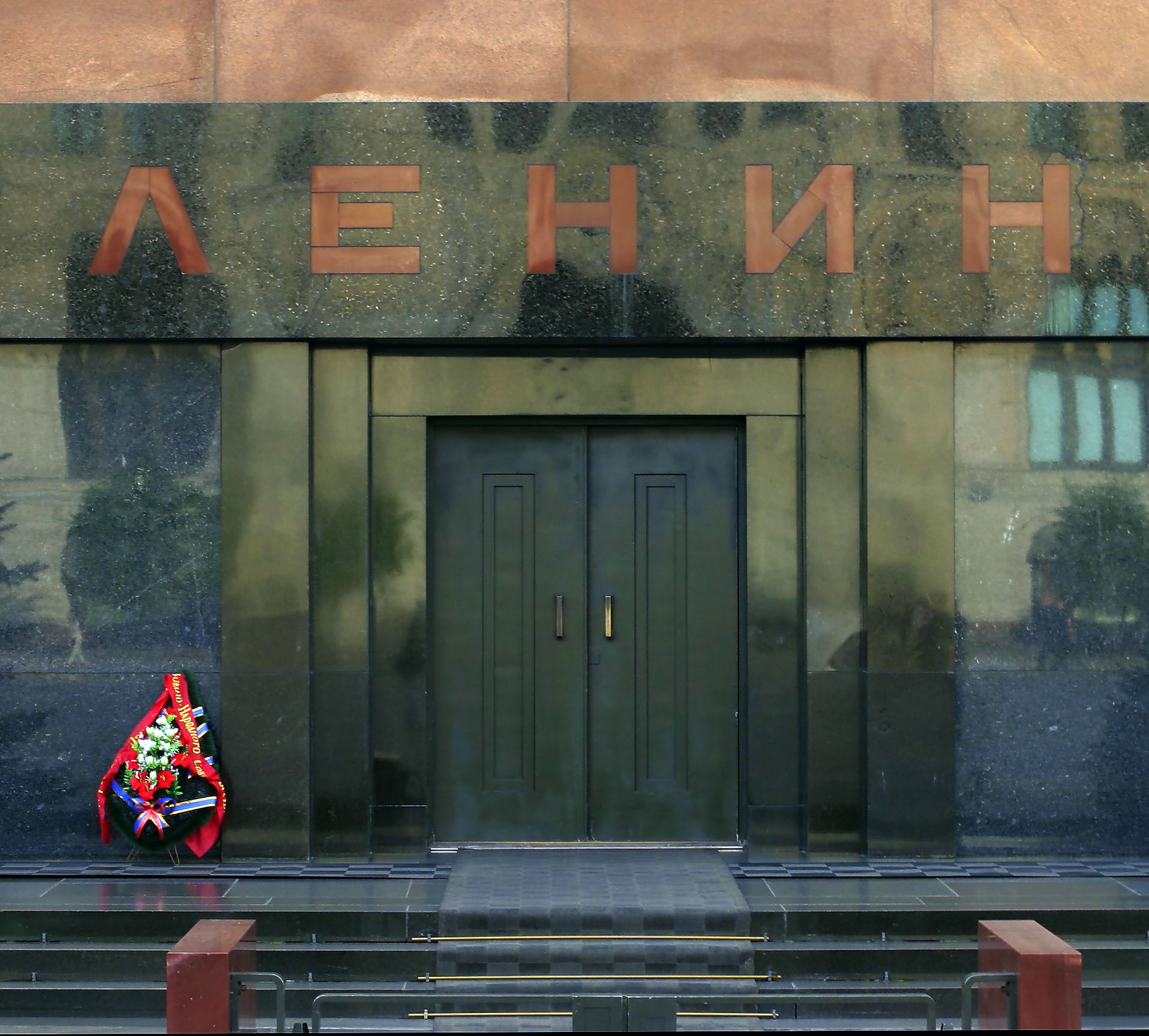
ورودی آرامگاه لنین سال ۲۰۰۵

این آرامگاه، هر روز از ساعت ده صبح تا ساعت یک بعد از ظهر برای بازدید عموم باز است؛ البتّه به غیر از دوشنبه‌ها و جمعه‌ها. هنوز هم برای دیدن بدن لنین، صف‌های طولانی در این میدان تشکیل می‌شود. دیدن از این محل رایگان است. بازدیدکنندگان هنگامی که به مقبره می‌رسند، باید ادای احترام کنند؛ عکاسی و فیلم‌برداری در مکان ممنوع است.

## فضای آرامگاه
فضای مقبره تقریباً تاریک است و فقط جنازه توسط نوری روشن شده‌است. تا قبل از سال ۱۹۹۱ جنازه لنین در فضای بازی قابل مشاهده بود ولی در آن سال فردی بر روی جنازه اسید پاشید. پس از آن و پس از دو سال مرمت، جنازه را درون حفاظی شیشه‌ای قرار دادند.
معمولاً هر ۱۸ ماه یک بار برای جلوگیری از تجزیه جسد، جنازه لنین را به منظور انجام عملیات بیوشیمیایی لازم از آرامگاه خارج می‌کنند.
در سالهای ۱۹۵۳ تا ۱۹۶۱ جنازه استالین نیز در کنار لنین قرار داشت که سال ۱۹۶۱ از مقبره خارج و در بیرون از مقبره دفن گردید.